# Presidenti di Sinistra Verde
Questo è l'elenco dei presidenti di Sinistra Verde.

## Elenco
| Mandato          | Immagine | Presidente          | Ex affiliazione | Note |
| ---------------- | -------- | ------------------- | --------------- | --- |
| 1989–1990        |          | Leo Platvoet        | PSP             | Presidente di Vereniging GroenLinks                                                                                     |
| 1990–1994        |          | Marijke Vos         |                 | Presidente dimissionario, in attesa di diventare membro della Tweede Kamer                                              |
| 1994–1995        |          | Marjan Lucas        | CPN             | |
| 1995–1998        |          | Ab Harrewijn        | CPN             | Presidente dimissionario, in attesa di diventare membro della Tweede Kamer                                              |
| 1998–1999        |          | Ina Brouwer         | CPN             | Presidente temporaneo dopo le dimissioni di Harrewijn                                                                   |
| 1999–2003        |          | Mirjam de Rijk      |                 | Presidente dimissionario, in attesa di diventare membro della Eerste Kamer                                              |
| 2003–2006        |          | Herman Meijer       | CPN             | Presidente dimissionario a causa di una relazione che lo ha visto coinvolto con il membro della Tweede Kamer Sam Pormes |
| 2006–2012        |          | Henk Nijhof         | PSP             | Presidente ad interim tra il 2006 e il 2007                                                                             |
| 2012             |          | Heleen Weening      |                 | Presidente dimissionario dopo che Jolande Sap ha lasciato l'incarico di presidente del gruppo parlamentare              |
| 2012–2013        |          | Eduard van Zuijlen  |                 | Presidente ad interim                                                                                                   |
| 2013–2015        |          | Rik Grashoff        |                 | Successore di Bram van Ojik come membro della Tweede Kamer nel maggio 2015                                              |
| 2015–2018        |          | Marjolein Meijer    |                 | Successore di Grashoff come presidente ad interim nel maggio 2015. Eletto presidente nell'aprile 2016                   |
| 2018–2019        |          | Jeroen Postma       |                 | Presidente ad interim                                                                                                   |
| 2019 – in carica |          | Katinka Eikelenboom |                 | |